# Johan Frederik Clemens

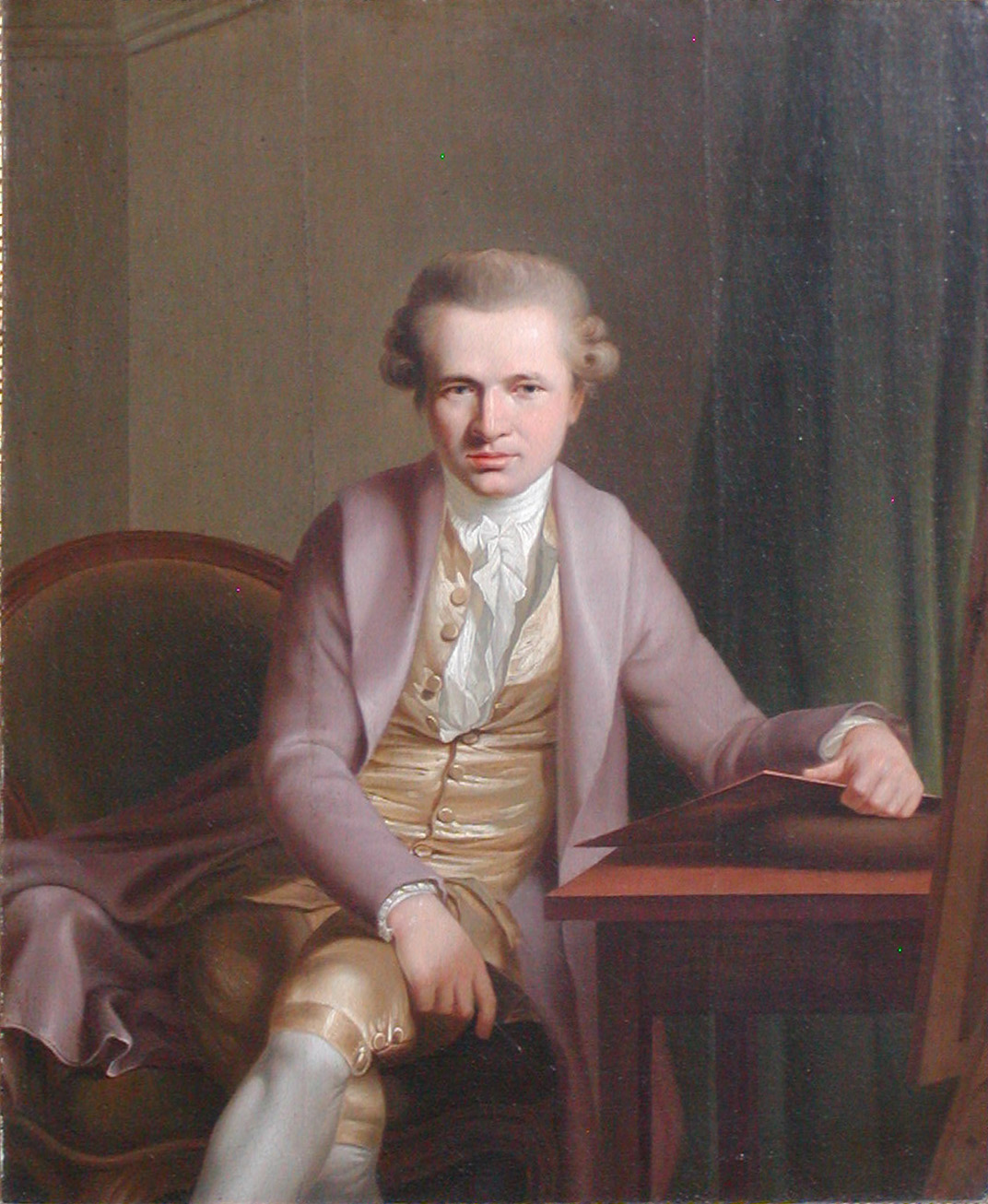
Johan Frederik Clemens, porträtt av Jens Juel.

Johan Frederik Clemens, född den 29 november 1749 i Golnau vid Stettin, död den 5 november 1831 i Köpenhamn, var en dansk kopparstickare. I sitt första äktenskap var han gift med Marie Jeanne Crévoisier.
Clemens kom som barn till Danmark. Sedan han hos J.M. Preisler lärt kopparstickarkonsten, tillbragte han tre år i Paris och utbildade sig där under ledning av Wille och Delaunay. Från Paris begav han sig till Schweiz. År 1778 återkom han till Köpenhamn. Sina förnämsta gravyrer utförde han för utlandet. 
Åren 1788-92 graverade han i Berlin ett stort kopparstick, Fredrik II:s revy, efter en tavla av den engelske målaren Cunningham. Sedan detta blad gjort honom europeiskt ryktbar, kallades han till London, där han 1792-95 utförde en ny stor gravyr, Montgomerys död, efter den nordamerikanske målaren Trumbull. 
Sedermera återvände han till Danmark, men fick där endast mindre betydande arbeten. Bland hans arbeten i Danmark må nämnas gravyrerna Sokrates, efter Abildgaard, och Ossian, efter densamme, vidare kopparsticken till Niels Klim (dessa arbeten utfördes före resan till Berlin) samt Thorvaldsens porträtt, efter Eckersberg.

## Verk

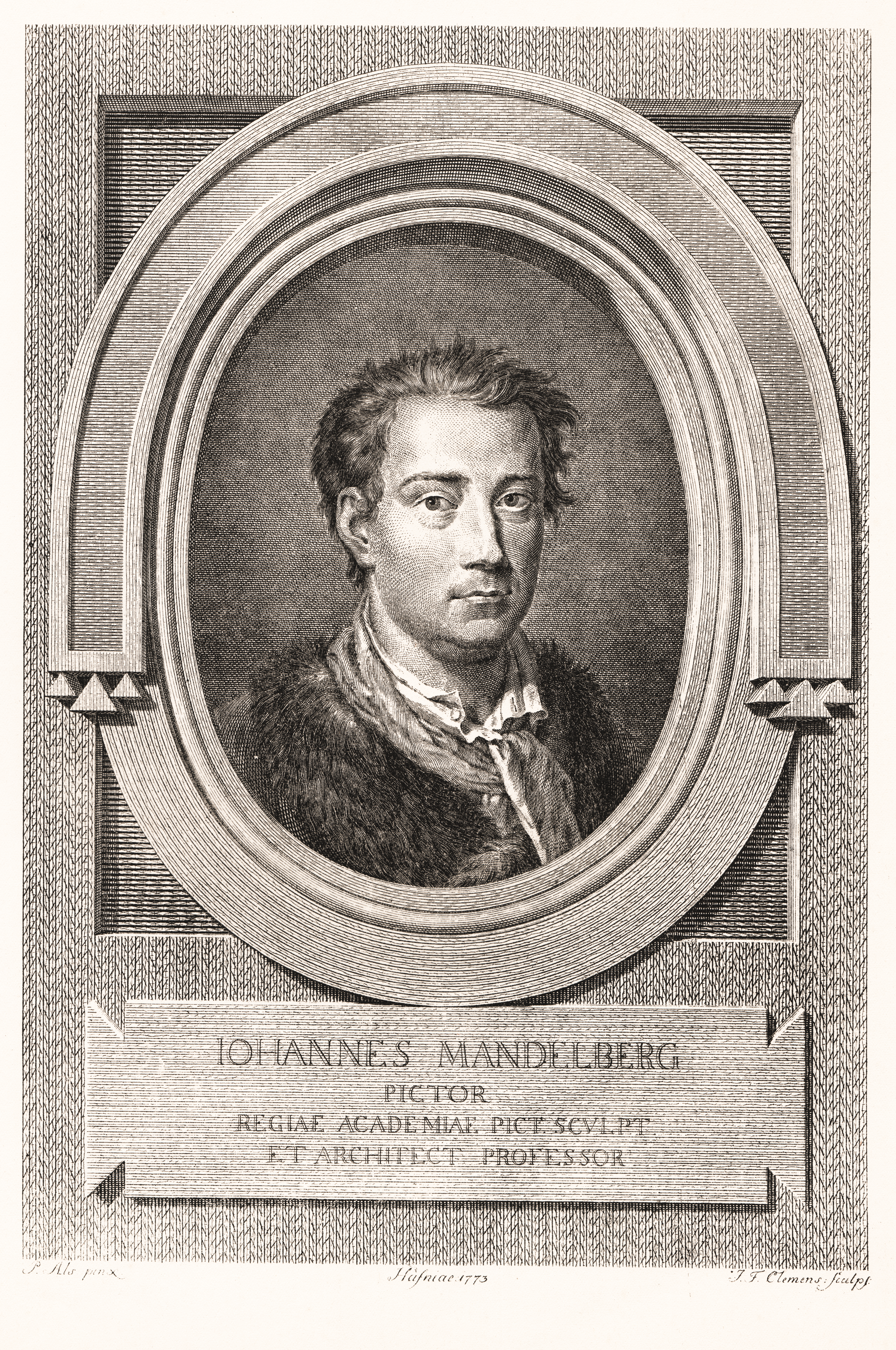
Johan Mandelberg. Kopparstick.
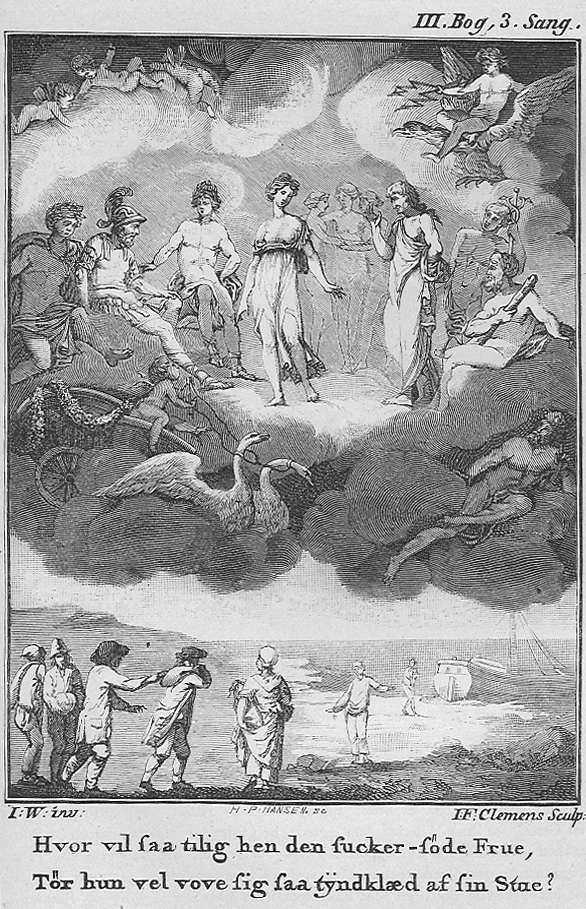
Kopparstick efter teckning av Wiedewelt till 1772 års utgåva av Peder Paars.